# Grammy for bedste reggae album
Grammy for Best Reggae Album er en amerikansk pris der uddeles af Recording Academy for årets bedste reggae-udgivelse. Prisen har været uddelt siden 1985, hvilket betyder, at en lang række klassiske reggae-udgivelser er udgivet, før prisen blev oprettet. Prisen er således oprettet efter Bob Marleys død.
Fra 1985 til 1991 blev prisen kaldt Grammy Award for Best Reggae Recording.

## Modtagere af Grammy for Best Reggae Album
- 2007: Ziggy Marley for Love Is My Religion
- 2006: Damien Marley for Welcome to Jamrock
- 2005: Toots & the Maytals for True Love
- 2004: Sean Paul for Dutty Rock
- 2003: Roger Lomas (teknik & producer) & Lee "Scratch" Perry (producer & kunstner) for Jamaican E.T.
- 2002: Arlick Thompson (teknik), Stephen Marley (producer) & Damian Marley for Halfway Tree
- 2001: Beenie Man for Art and Life
- 2000: Burning Spear for Calling Rastafari
- 1999: Sly and Robbie for Friends
- 1998: Ziggy Marley & the Melody Makers for Fallen is Babylon
- 1997: Bunny Wailer for Hall of Fame – A Tribute to Bob Marley's 50th Anniversary
- 1996: Shaggy for Boombastic
- 1995: Bunny Wailer for Crucial! Roots Classics
- 1994: Inner Circle for Bad Boys
- 1993: Shabba Ranks for X-tra Naked
- 1992: Shabba Ranks for As Raw as Ever
- 1991: Bunny Wailer for Time Will Tell – A Tribute to Bob Marley
- 1990: Ziggy Marley & the Melody Makers for One Bright Day
- 1989: Ziggy Marley & the Melody Makers for Conscious Party
- 1988: Peter Tosh for No Nuclear War
- 1987: Steel Pulse for Babylon the Bandit
- 1986: Jimmy Cliff for Cliff Hanger
- 1985: Black Uhuru for Anthem

## Se Også
- Grammy-priserne.